# Quando una donna non dorme
Quando una donna non dorme è un film italiano del 2000 diretto da Nino Bizzarri.